# Close My Eyes Forever
Singles de Lita Ford & Ozzy Osbourne
Back to the Cave Falling In and Out of Love
Close My Eyes Forever est une chanson écrite et interprétée par Lita Ford et Ozzy Osbourne parue sur l'album Lita en 1988.

## Liste des titres
| A. | Close My Eyes Forever (Remix) | Lita Ford, Ozzy Osbourne | 4:42 |
| B. | Under the Gun                 | Lita Ford                | 4:48 |

| A.  | Close My Eyes Forever (Remix) | Lita Ford, Ozzy Osbourne | 4:42 |
| B1. | Under the Gun                 | Lita Ford                | 4:48 |
| B2. | Blueberry                     | Mike Chapman             | 3:47 |

## Charts
| Pays / Chart                   | Position | Entrée          | Réf   |
| ------------------------------ | -------- | --------------- | ----- |
| États-Unis (Billboard Hot 100) | 8        | 17 juin 1989    | [ 2 ] |
| Royaume-Uni (UK Singles Chart) | 47       | 20 juin 1989    | [ 3 ] |
| Suède (Sverigetopplistan)      | 14       | 28 juin 1989    | [ 4 ] |
| Nouvelle-Zélande (RIANZ)       | 16       | 30 juillet 1989 | [ 5 ] |